# Charles Ruchonnet
Pour les articles homonymes, voir Ruchonnet.
Charles Ruchonnet, né le 14 février 1832 et mort le 12 mai 1914, est un mathématicien vaudois.

## Biographie
Frère aîné de Louis Ruchonnet, Charles Ruchonnet commence des études de théologie qu'il abandonne vite (1852-1854). Il voyage ensuite quelques années, gagnant sa vie comme précepteur. 
C'est à Paris qu'il reprend ses études et achève une licence en mathématiques en 1859. Très doué dans ce domaine, il publie notamment l'exposition géométrique des propriétés générales de courbes en 1864 et les éléments de calcul différentiel en 1894.
En 1914, Charles Ruchonnet lègue à la Bibliothèque cantonale et universitaire de Lausanne ses livres et ses "portefeuilles d'images".

## Sources
- « Charles Ruchonnet », sur la base de données des personnalités vaudoises sur la plateforme « Patrinum » de la Bibliothèque cantonale et universitaire de Lausanne.
- Dossier ATS/ACV brève Patrie suisse, 1914, no 539, p. 115
- photo dans la Revue du dimanche 1914/05/26